# Prionopidae
Los prionópidos (Prionopidae) son una familia de especies de aves paseriformes algo pequeñas. Fueron clasificadas antes como miembros de la familia Laniidae de los alcaudones, pero ahora son consideradas suficientemente distintas como para ser separadas de ese grupo como una familia aparte, Prionopidae.
Este es un grupo de aves africanas que se encuentran en los matorrales o en arboledas abiertas. Tienen hábitos de alimentación similares a los de los Laniidae, cazando insectos y otras presas pequeñas desde una atalaya en un arbusto o árbol.
Aunque de constitución similar a la de los alcaudones, los Prionopidae tienden a ser especies más coloridas con una cresta distintiva u otro ornamento en la cabeza, como carúnculas, y debido a los ornamento como en un casco o copete es que reciben el nombre de alcaudones de copete
Los alcaudones de copete son aves sociables y ruidosas, algunos crían en colonias de nidos separados. Ponen de 2 a 4 huevos en nidos pulcros y bien escondidos.
- Género: Prionops
  - Prionops plumatus, alcaudón de copete blanco, White Helmetshrike
  - Prionops poliolophus, alcaudón de copete de cresta gris, Grey-crested Helmetshrike
  - Prionops alberti, alcaudón de copete de cresta amarilla, Yellow-crested Helmetshrike
  - Prionops caniceps, alcaudón de copete de vientre castaño, Chestnut-bellied Helmetshrike
  - Prionops retzii, alcaudón de copete de Retz, Retz's Helmetshrike
  - Prionops gabela, alcaudón de copete de Angola, Angola Helmetshrike
  - Prionops scopifrons, alcaudón de copete de frente castaña, Chestnut-fronted Helmetshrike

- Dudosos:
  - Género: Tephrodornis
    - Tephrodornis sylvicola
    - Tephrodornis affinis
    - Tephrodornis gularis, alcaudón de bosque grande, Large Woodshrike
    - Tephrodornis pondicerianus, alcaudón de bosque común, Common Woodshrike

  - Género: Philentoma
    - Philentoma pyrhopterum, filentoma de ala roja, Rufous-winged Philentoma
    - Philentoma velatum, filentoma de pecho castaño, Maroon-breasted Philentoma

Otras especies llamadas “alcaudones” están en las familias:
- Laniidae, alcaudones.
- Malaconotidae, alcaudones de arbusto
- Campephagidae, alcaudones-cuclillos